# Fenestrulina ampla
Fenestrulina ampla is een mosdiertjessoort uit de familie van de Microporellidae. De wetenschappelijke naam van de soort is voor het eerst geldig gepubliceerd in 1928 door Canu & Bassler.